# Aurelio Nicolodi
Aurelio Nicolodi (Trento, 1º aprile 1894 – Firenze, 27 ottobre 1950) è stato un educatore ed irredentista italiano, fondatore dell'Unione italiana ciechi.

## Biografia
Nacque a Trento, allora parte dell'Impero austro-ungarico, il 1º aprile 1894 figlio di Salvatore e di Pia Brugnara, e dopo essersi diplomato geometra si iscrisse alla facoltà di ingegneria. Soggiornò spesso all'estero, e lavorò per un breve periodo presso le ferrovie di Buenos Aires, in Argentina.
Nell'agosto 1914 chiese ed ottenne la cittadinanza italiana per poter frequentare un corso di allievi ufficiali presso l'8º Reggimento fanteria. Allo scoppio delle ostilità, il 24 maggio 1915, partì per la zona di operazioni con il grado di sottotenente assegnato al 112º Reggimento fanteria. e partecipò ai combattimenti di Fogliano e Polazzo. Commilitone di Cesare Battisti, il 25 luglio successivo durante un’azione bellica sul monte Sei Busi (Gorizia) rimase gravemente ferito agli occhi e perse la vista. Per la condotta tenuta nell’occasione, rimase al comando dei suoi uomini per oltre tre ore in attesa del rimpiazzo, ottenne la Medaglia d'argento al valore militare "sul campo" nel 1917.
Insieme a Carlo Delcroix, nel luglio 1915 fu uno dei promotori della nascita del "Comitato fiorentino per l'assistenza ai Ciechi di guerra". Nel 1917 istituì a Firenze l'Associazione nazionale ciechi di guerra che, nel luglio dello stesso anno, si fuse con l'Associazione mutilati di guerra. Fu direttore di Villa Niccolini, sede del "Comitato fiorentino per l'assistenza ai Ciechi di guerra", fondò il «Corriere dei ciechi», periodico a caratteri in rilievo col sistema Braille.
Trasferito in una struttura per la convalescenza dei grandi invalidi di guerra a Napoli vi conobbe una giovane che svolgeva opera di volontariato andando a tenere compagnia a questi giovani sfortunati ed in particolare ai non vedenti leggendo loro giornali e libri. Aurelio Nicolodi si innamorò di questa voce e nel 1920 sposò Maria Priolo dalla quale ebbe quattro figli. Si laureò in seguito in Economia e commercio all'Università di Roma preparandosi agli esami con la moglie che leggeva i testi su cui prepararsi per gli esami.
Convinto assertore della necessità di emancipazione dei non vedenti, insieme ad altri reduci fonda l'Unione italiana ciechi (UIC), il 26 ottobre 1920, di cui sarà il primo presidente. Tre anni più tardi la fece elevare ad ente morale. La sua attività alla guida dell'UIC è caratterizzata dalla spinta verso un'istruzione dei non vedenti, perché questi fossero indipendenti ed in grado di lavorare. Da qui Nicolodi riuscì a trasformare gli istituti - all'epoca nient'altro che ospizi - in luoghi di educazione ed istruzione, ottenendo che la loro cura passasse dal Ministero dell'interno a quello della Pubblica istruzione.
Nel 1921 fu tra i fondatori della Federazione nazionale delle istituzioni pro ciechi, di cui fu anche presidente dal 1938 al 1943 (e solo sotto la sua guida la Federazione avrà il suo primo statuto, nel 1939).
Nel 1924 dette vita alla Stamperia nazionale braille; degli stessi anni è la sua intensa attività nell'Associazione mutilati ed invalidi di guerra, della quale fu Delegato regionale per la Toscana. Nel 1926 fu Commissario dell'ospizio romano "Regina Margherita", fondando, due anni dopo, l'omonima Biblioteca. Nel 1928 costituì la Scuola nazionale cani-guida per ciechi, nel 1929 istituì, sempre a Firenze, l'Istituto nazionali per ciechi Vittorio Emanuele II, inaugurato nel 1931.
Per rispondere alle esigenze lavorative dei non vedenti, la UIC guidata da Nicolodi fondò pure, nel 1934, l'Ente nazionale di lavoro per i ciechi. I laboratori dell'Ente diverranno, nella seconda guerra mondiale, fornitori dell'esercito italiano - in particolar modo per quanto riguarda le scarpe; ma Nicolodi ebbe anche l'idea di far impiegare dei non vedenti nell'esercito, in particolare nella contraerea come aerofonisti volontari
Nel 1943, dopo l'8 settembre, Nicolodi venne accusato di collaborazionismo col regime fascista, accusa da cui fu assolto con formula piena non senza avergli procurato immensa pena; nacquero allora grandi tensioni interne all'UIC, la cui scissione venne tuttavia scongiurata.
Il 25 ottobre 1950 ebbe un malore nel suo ufficio dell'Istituto nazionale dei ciechi Vittorio Emanuele II in Firenze e morì due giorni dopo.
È sepolto nel piccolo cimitero di Castiglioni sopra la Rufina accanto alla chiesa di Santo Stefano.
Era nonno di Daria Nicolodi e bisnonno di Asia Argento.

## Archivio
L'archivio privato di Aurelio Nicolodi e del figlio Fulvio (105 unità) è conservato presso l'Archivio di Stato di Firenze.

## Riconoscimenti
Ad Aurelio Nicolodi è attualmente intitolato l'istituto per ciechi da lui fondato: Da Istituto Vittorio Emanuele II si chiama ora Istituto professionale di Stato Aurelio Nicolodi
Vie o piazze intitolate ad Aurelio Nicolodi sono presenti, tra le altre, nelle seguenti città italiane:
- Avellino
- Bolzano
- Cagliari
- Catania

- Como
- Firenze
- Livorno
- Milano

- Padova
- Parma
- Perugia
- Piacenza

- Ravenna
- Salerno
- Trapani
- Trento

- Trieste
- Venezia
- Verona